# Владимиров, Леонид Михайлович
Леонид Михайлович Владимиров (7 сентября 1937, Москва, СССР — 16 июня 2014, Петрозаводск, Россия) — советский и российский театральный актёр и режиссёр, Заслуженный деятель искусств Российской Федерации (2007), Заслуженный артист Литовской ССР (1986).

## Биография
Леонид Владимиров родился 7 сентября 1937 года в Москве. Отец погиб в первые месяцы Великой Отечественной войны. Мать с двумя детьми эвакуировалась в Кольчугино Владимирской области, где семья прожила до 1944 года, а потом переехала в Петрозаводск к старшему брату матери.
Учился в Петрозаводском архитектурно-строительном техникуме. Чтобы оторвать его от хулиганской компании, его устроили в драматический кружок при управлении Кировской железной дороги, где он исполнил главную роль в пьесе «Твоё личное дело». После успеха в самодеятельности он бросил техникум и в 1956 году устроился монтировщиком сцены Русского драматического театра и в том же году сыграл свою первую небольшую роль в пьесе Розова «В поисках радости».
В 1956—1964 годах играл в Музыкально-драматическом театре Карельской АССР в Петрозаводске. Здесь в 1957 году он женился на ведущей актрисе театра Вере Михайлиной. В 1964 году, когда её пригласил в Ленинград главный режиссёр Театра им. Ленсовета Игорь Владимиров, Леонид Владимиров поехал за женой. В 1964—1971 годах работал ассистентом главного режиссёра, режиссёром и актёром в Ленинградском театре имени Ленсовета. Затем в 1971—1972 годы был ведущим артистом Ульяновского областного драматического театра.
В 1972—1993 годах был актёром и режиссёром Русского драматического театра Литвы в Вильнюсе, где сыграл более 30 главных ролей и поставил около 15 спектаклей.
В 1992 году Владимиров стал главным режиссёром Государственной телерадиокомпании «Карелия». В 1993—2003 годах работал главным режиссёром Национального театра Карелии, где поставил около двадцати спектаклей. Спектакль «Где твой дом, ангел?» по пьесе Р. Мустонен стал лауреатом международного фестиваля финно-угорских театров «Майатул» в Йошкар-Оле в 1997 году. После этого много играл как актёр театра.
Умер 16 июня 2014 года в Петрозаводске на 77-м году жизни после продолжительной болезни.

### Семья
- Жена — актриса Вера Михайлина (1928—2013), заслуженная артистка Карельской АССР.

## Награды и премии
- Заслуженный артист Литовской ССР (1986).
- Заслуженный деятель искусств Республики Карелия (1997).
- Заслуженный деятель искусств Российской Федерации (10 декабря 2007 года) — за заслуги в области искусства[4].
- Премия главы Республики Карелия «Сампо» за спектакль «Старосветские помещики» Н. Гоголя (2001—2002).

## Работы в театре

### Ленинградский театр имени Ленсовета
- «Трёхгрошовая опера» Б. Брехта,
- «Ромео и Джульетта» У. Шекспира,
- «Мистерия-буфф» В. Маяковского и М. Розовского,
- «Таня» А. Арбузова.

### Русский драматический театр Литвы
- «Старый Новый год» М. Рощин — Себейкин
- «Четыре капли» В. Розов — Селезнёв
- «Забыть Герострата!» Г. Горин — Тиссаферн
- «Святая святых» И. Друцэ — Кэлин
- «Мёртвые души» Н. В. Гоголь — Собакевич
- «Ночные забавы» В. Мережко — Андрющенко
- «Мера за меру» У. Шекспира — Луцио

### Национальный театр Карелии
- «Возвращение» А. Платонова
- «Русская народная почта» О. Богаева
- «Плохая квартира» В. Славкина
- 2002 — «Старосветские помещики» Н. В. Гоголь — Афанасий Иванович
- 2006 — «Дамы и гусары» А. Фредро — Майор
- «Герой» по пьесе Дж. Синга «Удалой молодец — гордость Запада» — Майкл Флайерти
- «Иллюзионисты» Б. Альфорса — Казимир Кант
- 2010 — «Король Лир» У. Шекспир — Лир
- 2013 — «Двенадцатая ночь, или Что угодно» У. Шекспир — сэр Тоби Белч

## Фильмография
1. 1978 — Не буду гангстером, дорогая (Nebūsiu gangsteriu, brangioji; Литовская киностудия) — эпизод
2. 1988 — Мера за меру (Akis už akį) — Луцио
3. 2003 — Тайны следствия (сезон 3, фильм 6 «Покушение») — адвокат